# Asociación de Fútbol de Shetland
La Asociación de Fútbol de Shetland (en inglés: Shetland Football Association) es la organización encargada de gestionar tanto la selección de las islas Shetland como la G&S Flooring Premier League, la liga de fútbol más importante del archipiélago. Esta liga no está reconocida por la FIFA, por lo que sus equipos no participan en la Liga de Campeones de la UEFA ni en la Liga Europea de la UEFA al no estar su federación recocida por la UEFA.
Creada en 1934, la liga se compone de una primera división (Premier League) compuesta por ocho equipos y de una liga de reserva (Reserve League). Los partidos se juegan durante los meses de verano, en lugar del tradicional calendario de invierno. Su club más laureado es el Lerwick Spurs F.C.

## Historia
La Shetland Football Association se fundó en 1919 aunque la liga se empezó a jugar aproximadamente a inicios de los años 30, de manera discontinua. Recién en los años 80 la liga se empezó a jugar de manera continua con un claro dominio del Spurs FC que se convirtió en el club más ganador de la liga con 18 títulos

## Campeones

### Inicios
- 1934: Thistle FC (Lerwick Spurs FC)
- 1935-45: desconocido
- 1946: Scalloway FC
- 1947-59: desconocido[5]
- 1960: Scalloway FC
- 1961-64: desconocido
- 1965: Scalloway FC
- 1966-74: desconocido
- 1975: Scalloway FC
- 1976: Spurs FC (Lerwick Spurs FC)
- 1977: Scalloway FC
- 1978: Whitedale FC
- 1979: Banks FC

### 1980 - 1989
- 1980: Toft FC
- 1981: Banks FC
- 1982: Whitedale FC
- 1983: Whitedale FC
- 1984: Spurs FC (Lerwick Spurs FC)
- 1985: Thistle FC (Lerwick Spurs FC)
- 1986: Thistle FC (Lerwick Spurs FC)
- 1987: Whitedale FC
- 1988: Spurs FC (Lerwick Spurs FC)
- 1989: Spurs FC (Lerwick Spurs FC)

### 1990 - 1999
- 1990: Whitedale FC
- 1991: Spurs FC ( Lerwick Spurs FC)
- 1992: Thistle FC ( Lerwick Spurs FC)
- 1993: Thistle FC (Lerwick Spurs FC)
- 1994: No se jugó
- 1995: Thistle FC ( Lerwick Spurs FC)
- 1996: Thistle FC (Lerwick Spurs FC)
- 1997: Thistle FC (Lerwick Spurs FC)
- 1998: Thistle FC (Lerwick Spurs FC)
- 1999: Delting FC

### 2000 - 2009
- 2000: Thistle FC (Lerwick Spurs FC)
- 2001: Whalsay FC
- 2002: Delting FC
- 2003: Delting FC
- 2004: Delting FC
- 2005: Delting FC
- 2006: Delting FC
- 2007: Delting FC
- 2008: Delting FC
- 2009: Whalsay FC

### 2010 - actualidad
- 2010: Whalsay FC
- 2011: Whalsay FC
- 2012: Lerwick Spurs FC
- 2013: Lerwick Spurs FC
- 2014: Lerwick Spurs FC

## Títulos por equipo
| Equipo           | Títulos |
| ---------------- | ------- |
| Lerwick Spurs FC | 18      |
| Delting FC       | 8       |
| Scalloway FC     | 5       |
| Whitedale FC     | 5       |
| Whalsay FC       | 4       |
| Banks FC         | 2       |
| Toft FC          | 1       |